# Siador
Siador (oficialmente San Miguel de Siador) es una parroquia española del municipio de Silleda, perteneciente a la provincia de Pontevedra, en la comunidad autónoma de Galicia. En 2022, tenía empadronados 101 habitantes.